# Jorden rundt i 80 dage
 For alternative betydninger, se Jorden rundt i 80 dage (flertydig). (Se også artikler, som begynder med Jorden rundt i 80 dage)
Jorden rundt på 80 dage (Le tour du monde en quatre-vingts jours) er en roman af Jules Verne. Den udkom i 1873 og i 1877 på dansk.

## Referat
Romanen handler om, hvordan Phileas Fogg og hans nye tjener, Jean Passepartout, forsøger at rejse rundt om jorden på 80 dage. De gør det for at vinde et væddemål om 20.000 britiske pund, som Phileas Fogg har indgået med medlemmer af Reformklubben. Undervejs får mange hindringer af detektiven Fix, som tror, at Phileas Fogg er en bankrøver på flugt. I Indien forelsker Phileas Fogg sig i en indisk fyrstinde, Aouda, som han reddede fra at blive brændt sammen med sin døde mand. Da de næsten er i mål, lykkes det Fix at anholde dem, så de bliver forsinket og Fogg tror, at han har tabt væddemålet. Efter at være løsladt, finder de ud af, at de vandt et døgn ved at krydse datolinien i Stillehavet, og at de er kommet en dag tidligere frem end ventet. Phileas Fogg vinder væddemålet og de 20.000 pund, og han gifter sig med Aouda.

## Rejsen
| London, Storbritannien til Suez, Ægypten | jernbane og damper over Middelhavet                                    | 07 dage |
| Suez til Bombay, Indien                  | damper over det Røde Hav og det Indiske Ocean                          | 13 dage |
| Bombay til Calcutta, Indien              | jernbane                                                               | 03 dage |
| Calcutta til Victoria, Hong Kong         | damper over det Sydkinesiske Hav                                       | 13 dage |
| Hong Kong til Yokohama, Japan            | damper over det Sydkinesiske Hav, det Østkinesiske Hav, og Stillehavet | 06 dage |
| Yokohama til San Francisco, USA          | damper over Stillehavet                                                | 22 dage |
| San Francisco til New York City, USA     | jernbane                                                               | 07 dage |
| New York til London                      | damper over Atlanterhavet og jernbane                                  | 09 dage |
| Total                                    | Total                                                                  | 80 dage |
| Kort over rejsen                         |                                                                        |         |

## Filmatiseringer og hørespil
Den er filmatiseret adskillige gange, første gang som stumfilm i 1914. Den mest kendte filmversion er Michael Andersons fra 1956 med David Niven som Phileas Fogg. Der findes en nyere filmatisering med Steve Coogan som Phileas Fogg og Jackie Chan som hans kinesiske ven, der kan kampsport.
I 1958 blev der sendt et hørespil med Gunnar Lauring som Fogg og Erik Mørk som Passepartout.